# 日本の造園に関する資格一覧
日本の造園に関する資格一覧　(にほんのぞうえんにかんするいちらん)　は、日本国内で実施されている、造園に関する資格試験の名称を一覧としたもの。
造園に関する資格の中には資格商法も多く、民間による資格については、資格授与団体が主催する講座や通信教育の受講のみによって、資格の授与が行われるものを対象としない。

## 国家資格
- 【技術士法】
  - 技術士建設部門
  - 技術士環境部門
  - 技術士農業部門
  - 技術士森林部門
- 【建設業法】
  - 造園施工管理技士
  - 土木施工管理技士
- 【職業能力開発促進法】
  - 職業訓練指導員 (造園科)
  - 造園技能士
  - 園芸装飾技能士
  - フラワー装飾技能士
- 【労働安全衛生法】
  - 立木の伐木作業者
  - チェーンソー作業者
  - 車両系建設機械運転者
  - 高所作業車運転者
  - 玉掛作業者
  - 刈払機取扱作業者
  - 振動工具取扱作業者
  - 統括安全衛生責任者
  - 職長・安全衛生責任者
- 【博物館法】
  - 学芸員

## 公的資格
- 農薬管理指導士（都道府県知事）
- 救命技能認定（消防本部）
- 登録造園基幹技能者（日本造園建設業協会、日本造園組合連合会）

## 民間資格
- カラーコーディネーター検定試験（東京商工会議所）
- 福祉住環境コーディネーター（東京商工会議所）
- 環境カウンセラー（環境カウンセラー全国連合会）
- 樹木医、樹木医補（日本緑化センター）
- シビルコンサルティングマネージャ（RCCM）（建設コンサルタンツ協会）
- 登録ランドスケープアーキテクト（ランドスケープコンサルタンツ協会）
- 植栽基盤診断士（日本造園建設業協会）
- 街路樹剪定士（日本造園建設業協会）
- 林業技士（日本森林技術協会）
- 造園修景士（日本造園修景協会）
- 公園管理運営士（日本公園緑地協会）
- 公園施設製品安全管理士（日本公園施設業協会）
- 公園施設製品整備技士（日本公園施設業協会）
- ビオトープ施工管理士（日本生態系協会）
- 生物分類技能検定（自然環境研究センター）
- 建築緑化コーディネ－ター（屋上開発研究会）
- グリーンアドバイザー（日本家庭園芸普及協会）
- グリーンセイバー（樹木・環境ネットワーク協会）
- IFPRA
  - パークプロフェッショナル（CPP）
  - インターナショナルパークプロフェッショナル（CIPP）
- プロジェクト・ワイルド（WRECC（西部地域環境教育協議会）、WAFWA（西部地域魚類・野生生物局協会）
  - ファシリテーター
  - エデュケーター
- 自然再生士（日本緑化センター）
- 森林情報士（日本森林技術協会）
- こども環境管理士（日本生態系協会）